# Coppa Agostoni
Coppa Ugo Agostoni é uma corrida anual de ciclismo de estrada na região de Lombardia, na Itália, ela faz parte da UCI Europe Tour.
Ela se realiza em memória do ciclista italiano Ugo Agostoni, vencedor da Milão-Sanremo e morto durante a Segunda Guerra Mundial.
É a segunda corrida do Trittico Lombardo que consiste em 3 corridas em dias consecutivos na região da Lombardia.
Desde a sua criação em 1946 até 1958 a corrida estava reservada a ciclistas amadores, tendo sido aberta a ciclistas profissionais a partir de 1959.

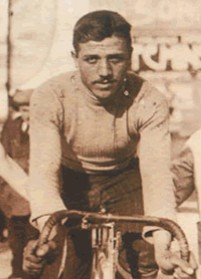
Ugo Agostoni, início dos anos 1920.

## Vencedores
| Ano                                                                                      | Vencedor              | Segundo                  | Terceiro                 |
| ---------------------------------------------------------------------------------------- | --------------------- | ------------------------ | ------------------------ |
| 1946                                                                                     | Luigi Casola          | Antonio Covolo           | Salvatore Crippa         |
| 1947                                                                                     | Franco Fanti          | Donato Zampini           | Turchemeis Zanettini     |
| 1948                                                                                     | Luigi Malabrocca      | Aldo Tosi                | Alberto Roggi            |
| 1949                                                                                     | Antonio Ausenda       | Nello Sforacchi          | Giorgio Albani           |
| 1950                                                                                     | Giorgio Albani        | Umberto Drei             | Fiorenzo Crippa          |
| 1951                                                                                     | Renzo Accordi         | Spirito Godio            | Ampleio Rossi            |
| 1952                                                                                     | Ezio Bicocca          | Agostino Coletto         | Pietro Giudici           |
| 1953                                                                                     | Andrea Barro          | Pierino Baffi            | Tranquillo Scudellaro    |
| 1954                                                                                     | Aldo Moser            | Giuseppe Calvi           | Annibale Brasola         |
| 1955                                                                                     | Lino Pizzoferato      | Pierino Baffi            | Giuliano Michelon        |
| 1956                                                                                     | Silvano Tessari       | Luciano Mai              | Ezio Pizzoglio           |
| 1957                                                                                     | Carlo Zorzoli         | Gabriele Scappini        | Aurelio Cestari          |
| 1958                                                                                     | Giacobbe Boggian      | Dino Liviero             | Vittorio Poiano          |
| 1959                                                                                     | Michele Gismondi      | Rino Benedetti           | Giuliano Natucci         |
| 1960                                                                                     | Pietro Chiodini       | Amico Ippoliti           | Cleto Maule              |
| 1961                                                                                     | Giovanni Bettinelli   | Giuseppe Fallarini       | Ercole Baldini           |
| 1962 edição não realizada                                                                |                       |                          |                          |
| 1963                                                                                     | Jaume Alomar Florit   | Vito Taccone             | Graziano Battistini      |
| 1964                                                                                     | Italo Zilioli         | Bruno Mealli             | Adriano Passuello        |
| 1965                                                                                     | Tomaso De Pra         | Roger Pingeon            | Giuseppe Fezzardi        |
| 1966                                                                                     | Felice Gimondi        | Eddy Merckx              | Franco Bitossi           |
| 1967                                                                                     | Franco Bitossi        | Bernard Guyot            | Michelle Dancelli        |
| 1968                                                                                     | Claudio Michelotto    | Martin Van Den Bossche   | Bruno Mealli             |
| 1969                                                                                     | Franco Bitossi        | Jean-Pierre Monseré      | Gerben Karstens          |
| 1970                                                                                     | Eddy Merckx           | Tino Conti               | Marino Basso             |
| 1971                                                                                     | Franco Bitossi        | Willy De Geest           | Roger Pingeon            |
| 1972                                                                                     | Mauro Simonetti       | Claudio Michelotto       | Tomas Pettersson         |
| 1973                                                                                     | Arnaldo Caverzasi     | Giacinto Santambrogio    | Franco Bitossi           |
| 1974                                                                                     | Felice Gimondi        | Franco Bitossi           | Roger De Vlaeminck       |
| 1975                                                                                     | Roger De Vlaeminck    | Freddy Maertens          | Frans Van Looy           |
| 1976                                                                                     | Roger De Vlaeminck    | Frans Verbeeck           | Francesco Moser          |
| 1977                                                                                     | Francesco Moser       | Gianbattista Baronchelli | Enrico Paolini           |
| 1978                                                                                     | Giuseppe Saronni      | Pierino Gavazzi          | Gianbattista Baronchelli |
| 1979                                                                                     | Giovanni Battaglin    | Francesco Moser          | Alfredo Chinetti         |
| 1980                                                                                     | Cees Priem            | Wladimiro Panizza        | Bruno Wolfer             |
| 1981                                                                                     | Francesco Moser       | Gianbattista Baronchelli | Juan Fernández Martín    |
| 1982                                                                                     | Giuseppe Saronni      | Francesco Moser          | Pierino Gavazzi          |
| 1983                                                                                     | Alfons De Wolf        | Roberto Ceruti           | Claudio Savini           |
| 1984                                                                                     | Franco Chioccioli     | Serge Demierre           | Claudio Corti            |
| 1985                                                                                     | Acácio da Silva       | Claudio Corti            | Urs Zimmermann           |
| 1986                                                                                     | Marino Amadori        | Heinz Imboden            | Claudio Corti            |
| 1987                                                                                     | Bruno Leali           | Alberto Elli             | Emanuele Bombini         |
| 1988                                                                                     | Gianni Bugno          | Massimo Ghirotto         | Francesco Cesarini       |
| 1989                                                                                     | Dmitri Konyschew      | Rolf Sørensen            | Emanuele Bombini         |
| 1990                                                                                     | Maurizio Fondriest    | Francesco Cesarini       | Maurizio Vandelli        |
| 1991                                                                                     | Davide Cassani        | Charly Mottet            | Roberto Gusmeroli        |
| 1992                                                                                     | Stefano Colagè        | Giorgio Furlan           | Massimo Ghirotto         |
| 1993                                                                                     | Davide Cassani        | Marco Giovannetti        | Massimo Ghirotto         |
| 1994                                                                                     | Oscar Pelliccioli     | Giorgio Furlan           | Massimo Ghirotto         |
| 1995                                                                                     | Gianni Bugno          | Stefano Della Santa      | Francesco Casagrande     |
| 1996                                                                                     | Filippo Casagrande    | Alberto Elli             | Piotr Ugrumov            |
| 1997                                                                                     | Massimo Apollonio     | Biagio Conte             | Giovanni Lombardi        |
| 1998                                                                                     | Andrea Tafi           | Mirko Celestino          | Emanuele Lupi            |
| 1999                                                                                     | Massimo Donati        | Alberto Elli             | Francesco Casagrande     |
| 2000                                                                                     | Jan Ullrich           | Denis Lunghi             | Filippo Simeoni          |
| 2001                                                                                     | Francesco Casagrande  | Jan Ullrich              | Gianluca Tonetti         |
| 2002                                                                                     | Laurent Jalabert      | Gianni Faresin           | Massimo Giunti           |
| 2003                                                                                     | Francesco Casagrande  | Cristian Moreni          | Oscar Mason              |
| 2004                                                                                     | Leonardo Bertagnolli  | Dario Frigo              | Gonzalo Bayarri          |
| 2005                                                                                     | Paolo Valoti          | Leonardo Giordani        | Stefano Cavallari        |
| 2006                                                                                     | Alessandro Bertolini  | Andrea Tonti             | Franco Pellizotti        |
| 2007                                                                                     | Alessandro Bertolini  | Christian Pfannberger    | Luca Mazzanti            |
| 2008                                                                                     | Linus Gerdemann       | Christian Pfannberger    | Luca Mazzanti            |
| 2009                                                                                     | Giovanni Visconti     | Mauro Santambrogio       | Francisco Ventoso        |
| 2010                                                                                     | Francesco Gavazzi     | Mauro Santambrogio       | Luca Paolini             |
| 2011                                                                                     | Sacha Modolo          | Simone Ponzi             | Oscar Gatto              |
| 2012                                                                                     | Emanuele Sella        | Fortunato Baliani        | Danilo Di Luca           |
| 2013                                                                                     | Filippo Pozzato       | Simone Ponzi             | Marco Zamparella         |
| 2014                                                                                     | Niccolò Bonifazio     | Grega Bole               | Simone Ponzi             |
| 2015                                                                                     | Davide Rebellin       | Vincenzo Nibali          | Niccolò Bonifazio        |
| 2016                                                                                     | Sonny Colbrelli       | Diego Ulissi             | Francesco Gavazzi        |
| 2017                                                                                     | Michael Albasini      | Marco Canola             | Francesco Gavazzi        |
| 2018                                                                                     | Gianni Moscon         | Rein Taaramäe            | Enrico Gasparotto        |
| 2019                                                                                     | Aleksandr Riabushenko | Alexey Lutsenko          | Nicolai Cherkasov        |
| 2020 edição não realizada por causa da COVID-19, substituída pelo Gran Trittico Lombardo |                       |                          |                          |
| 2021                                                                                     | Alexey Lutsenko       | Matteo Trentin           | Alessandro Covi          |
| 2022                                                                                     | Sjoerd Bax            | Alejandro Valverde       | Andrea Piccolo           |
| 2023                                                                                     | Davide Formolo        | Marc Hirschi             | Victor Lafay             |
| 2024                                                                                     | Marc Hirschi          | Romain Grégoire          | Paul Lapeira             |
| 2025                                                                                     |                       |                          |                          |

## Palmarés por países

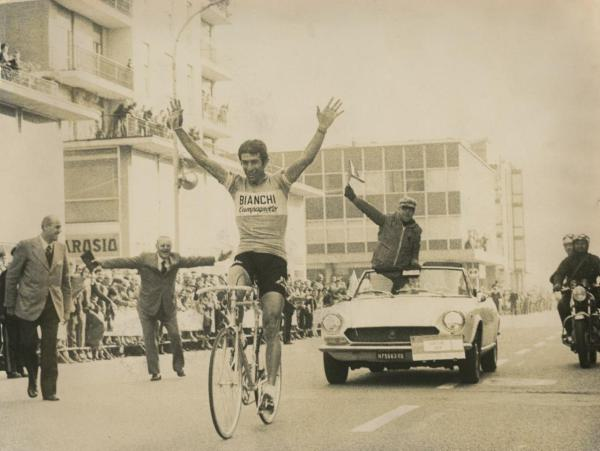
Felice Gimondi, vencedor na edição de 1974

| País            | Vitorias |
| --------------- | -------- |
| Itália          | 60       |
| Bélgica         | 4        |
| Alemanha        | 2        |
| Espanha         | 1        |
| Suécia          | 1        |
| Portugal        | 1        |
| União Soviética | 1        |
| França          | 1        |
| Suíça           | 1        |
| Bielorrússia    | 1        |
| Cazaquistão     | 1        |
| Países Baixos   | 1        |